# Мартинес, Карла
Ка́рла Марти́нес (исп. Karla Martínez; 11 мая 1976, Сьюдад-Хуарес, Чиуауа, Мексика) — мексиканская журналистка и телеведущая.

## Биография
Карла Мартинес родилась 11 мая 1976 года в Сьюдад-Хуаресе (штат Чиуауа, Мексика). Окончила Техасский университет в Эль-Пасо со степенью в области электронных СМИ.
Она начала свою карьеру в «KINT-TV», Univisión El Paso в штате Техас в 1995 году. Стала известной как ведущая шоу «Control» с 2000 по 2006 год.
Карла замужем за инженером Эмерсоном Пераца (род.1974). У супругов есть двое дочерей — Антонелла Пераца Мартинес (род.20.03.2007) и Микаэлла Пераца Мартинес (род. в октябре 2008).